# Batalla del río Leita
La batalla del río Leita se libró el 15 de junio de 1246, cerca de las orillas del río Leita, entre las fuerzas del rey Béla IV de Hungría y las del duque Federico II de Austria. La batalla acabó con el ejército húngaro derrotado, pero el duque Federico fue muerto, poniendo fin a las reivindicaciones de Austria a las provincias occidentales de Hungría. El lugar exacto donde tuvo lugar se desconoce, aunque según la descripción dada por Ulrich von Liechtenstein, un minnesinger contemporáneo, el campo de batalla puede haber estado entre las ciudades de Ebenfurth y Neufeld.
Después de la derrota en el 955 en la batalla de Lechfeld, los magiares habían suspendido sus ataques contra Alemania y se instalaron en la antigua provincia romana de Panonia, donde establecieron el reino de Hungría. Los territorios adyacentes al oeste del Leita se incorporaron como marca de Estiria en el Sacro Imperio Romano Germánico. En 1180 el emperador Federico Barbarroja elevó las tierras de Estiria al estatus de ducado, que en 1192 fue adquirido por los duques austriacos de la casa de Babenberg.
Desde 1241 el reino húngaro sufrió fuertes pérdidas en el curso de la invasión mongola de Europa, que culminó en la desastrosa batalla de Mohi. El duque Babenberg Federico II, arrogante y demasiado ambicioso, se aprovechó de su debilidad y atacó Hungría y se anexionó las comitati occidentales de Moson, Sopron y Vasvár. El rey húngaro Bela IV Árpád sin embargo fue capaz de oponerse a la invasión de Austria: con el apoyo de los liensmen de su cuñado el príncipe Rostislav Mijaílovich reunió a sus tropas y marchó contra las fuerzas de Federico, que fueron enfrentadas en el Leita y el duque mismo fue muerto en el campo de batalla.
La batalla marcó el final de la casa gobernante de Babenberg y provocó otro conflicto, esta vez por el dominio sobre los feudos imperiales de Austria y Estiria entre los Árpád de Hungría y el rey Otakar II de Bohemia, llevando a la batalla de Kressenbrunn, en 1260, y a la batalla de Marchfeld, en 1278. El río Leita se mantuvo como frontera entre Austria y Hungría  (Cisleitania y Transleitania) y Transleitania) hasta 1918.